# Gør plads for ind- og udstigning
Gør plads for ind- og udstigning er en dansk dokumentarfilm fra 1973 instrueret af Bjørn Tving Stauning, Flemmning Peüliche og Søren Harbo.

## Handling
Handlingen udspilles i et S-tog en sen nattetime. En flok soldater og nogle venstreintellektuelle konfronteres med hinanden. De har hver især et særdeles fast sæt normer, og ingen har i sinde at give sig. Filmen er ikke moraliserende.